# La Couleur tombée du ciel
La Couleur tombée du ciel (The Colour Out of Space) est une nouvelle fantastique et de science-fiction de H. P. Lovecraft publiée en 1927.
Ce récit fait partie du tout premier recueil de Lovecraft paru en France (La Couleur tombée du ciel, éditions Denoël, 1954), avec une préface de Jacques Bergier. La traduction française originale de Jacques Papy présentait un texte partiellement tronqué : les dernières lignes de la nouvelle, notamment, avaient été coupées de façon à obtenir une fin plus abrupte. En 1991, à l’occasion de la parution des œuvres de Lovecraft aux éditions Robert Laffont, cette traduction a été révisée et augmentée par Simone Lamblin.

## Résumé
Un jeune géographe originaire de Boston vient à Arkham afin d'étudier un projet de réservoir à l'ouest de la ville. Il entend alors parler d'une légende qui court à propos d'étranges événements qui se seraient produits dans les années 1880 sur la Lande Foudroyée. D'abord sceptique, le narrateur prend peu à peu conscience que la désolation du lieu (paysage grisâtre, végétation qui a la consistance de la cendre) n'est pas d'origine naturelle. Lorsqu'il se renseigne sur les causes possibles de cet état de fait, il entend parler d'une étrange météorite tombée en 1880 dans le champ du paysan Nahum Gardner.

## Inspiration
Lovecraft a toujours été atterré par la représentation trop anthropomorphique des extraterrestres dans la fiction et il souhaitait avec cette nouvelle présenter une forme de vie qui soit totalement inhumaine. Pour cela il tire son inspiration de nombreuses sources décrivant des couleurs en dehors du spectre visible. S. T. Joshi cite le livre de Hugh Elliott, Modern Science and Materialism (1919), alors que Will Murray (en) cite les pierres décrites par Charles Hoy Fort dans Le Livre des Damnés (en) comme une inspiration possible pour la météorite.

## Publication
Lovecraft a débuté l'écriture de La Couleur tombée du ciel en mars 1927, juste après avoir achevé L'Affaire Charles Dexter Ward et alors qu'il était en train d'écrire son essai Supernatural Horror in Literature. La nouvelle est achevée à la fin du mois et publiée en septembre dans le magazine Amazing Stories de Hugo Gernsback. Gernsback ne paya la nouvelle que 25 dollars de l'époque (une somme dérisoire) et était en retard dans ses paiements, ce qui provoqua des frictions entre les deux hommes — Lovecraft surnommait Gernsback « Hugo the Rat » — et poussa Lovecraft à ne plus proposer de nouvelles pour son magazine.

### Éditions originales en anglais
- Amazing Stories, vol. 2, no 6 (septembre 1927) ;

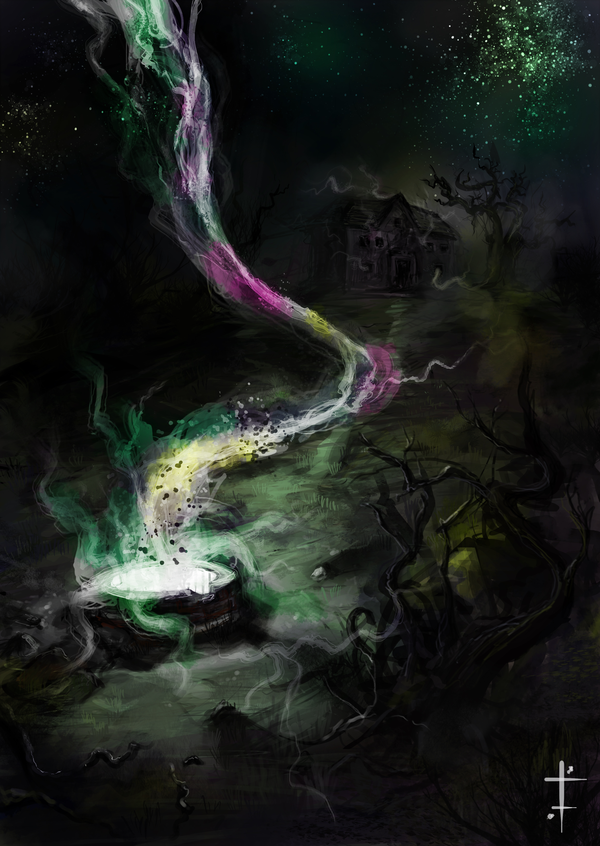
The Colour Out of Space,
illustration de Ludvik Skopalik.

- The Best of H.P. Lovecraft: Bloodcurdling Tales of Horror and the Macabre, (1982) ;
- The Dunwich Horror and Others, (1984) ;
- The Annotated H.P. Lovecraft, (1997) ;
- Tales of H.P. Lovecraft, (1997) ;
- The Call of Cthulhu and Other Weird Stories, (1999) ;
- H.P. Lovecraft: Tales, (2005) ;
- Necronomicon: The Best Weird Tales of H. P. Lovecraft, (2008) ;
- H.P. Lovecraft: The Fiction, (2008) ;
- The Call of Cthulhu and Other Dark Tales, (2009) ;
- H.P. Lovecraft: The Complete Fiction, (2011) ;
- The Lovecraft Library, Volume 1: Horror Out of Arkham, (2011) ;
- H.P. Lovecraft Goes to the Movies, (2011).

### Éditions françaises
- La Couleur tombée du ciel (1961) ;
- Le Mythe de Cthulhu (avril 1996) ;
- Lovecraft : Œuvres complètes, tome 1 (février 2010).
- La Couleur venue d'ailleurs (2015) in Cthulhu : Le Mythe - Livre II  (ISBN 978-2-35294-897-1)

## Critiques
La Couleur tombée du ciel devint la seule œuvre tirée d’Amazing Stories à figurer dans les célèbres anthologies The Best American Short Stories (en) d'Edward O'Brien.

## Adaptations

### Au cinéma
Cette nouvelle a été adaptée plusieurs fois au cinéma :
- 1965 : Le Messager du diable (Die, Monster, Die!), film américano-britannique réalisé par Daniel Haller, avec Boris Karloff dans le rôle de Nahum Gardner[11].
- 1987 : La Malédiction céleste (en) (The Curse), film américain réalisé par Keith David, avec Claude Akins[12].
- 2010 : Die Farbe, film allemand réalisé par Huan Vu, avec Philipp Jacobs[13].
- 2020 : Color Out of Space, film américain réalisé par Richard Stanley, avec Nicolas Cage dans le rôle du personnage principal, renommé en Nathan Gardner[14].

Par ailleurs, Annihilation, film américano-britannique réalisé en 2018 par Alex Garland, présente des similitudes avec la nouvelle lovecraftienne.

### Bande dessinée
- Los mitos de Cthulhu, illustré par Alberto Breccia (1973)[16].
- Gō Tanabe, La Couleur tombée du ciel (異世界の色彩?), trad. Sylvain Chollet, éd. Ki-oon, 2020,  (ISBN 979-10-32705-94-0).

### Jeu de rôle
- « La terreur tombée du ciel » inspiré de cette nouvelle, est un des quatre scénarios du supplément Cthulhu 90 du jeu de rôle L'Appel de Cthulhu.

### Jeu vidéo
Le DLC Color of Madness du jeu vidéo Darkest Dungeon est très fortement inspiré de la nouvelle de Lovecraft. Une comète s'écrasant sur une ferme et provoquant des évènements étranges y est mise en scène[réf. nécessaire].

### Musique
- La Couleur tombée du ciel, composé par Julien et Hervé de La Haye (2001)[17].
- The Colour Out Of Space (宇宙からの色), chanson du groupe japonais d'angura kei Ningen Isu (人間椅子), dont le titre reprend celui de la nouvelle[18].

### Radiophonique
- La Couleur tombée du ciel, adaptation : Laurent Martin ; réalisation : Étienne Valles ; France Culture ; janvier 2013[19].